# Serizzo

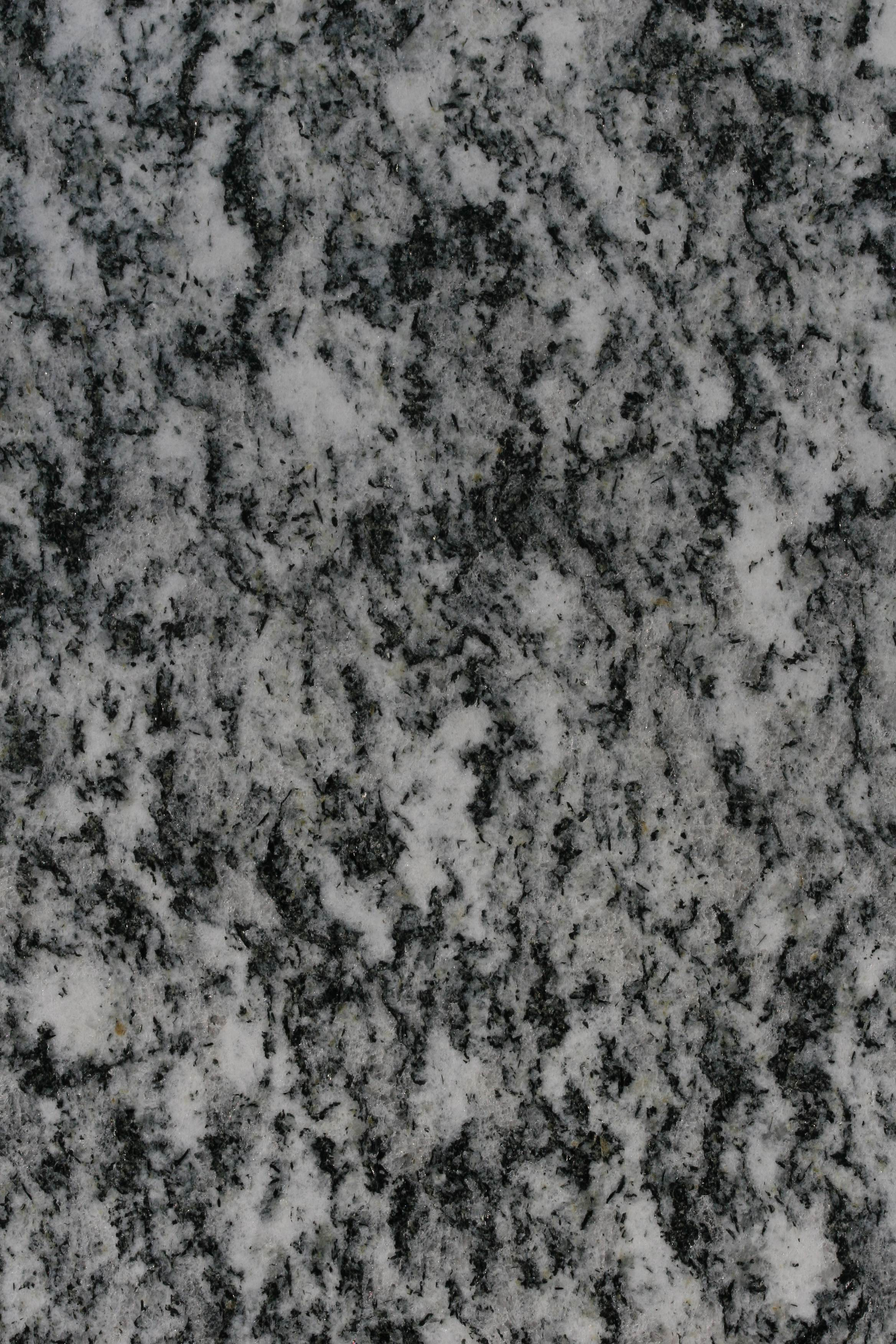
Serizzo Antigorio, poliert
(Muster ca. 25 × 15 cm)

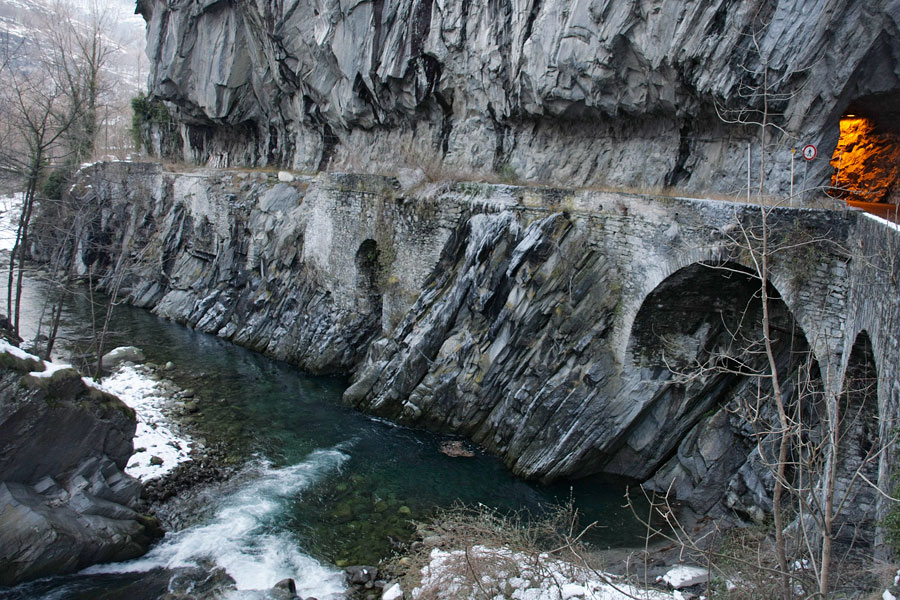
Valle Antigorio, alte Straßenbefestigungen am Toce bei Crevoladossola

Serizzo (gelegentlich Sarizzo, italienisch: pietra di serizzo) ist eine handwerklich geprägte und von Italien aus handelsgewerblich international verbreitete Gruppenbezeichnung von Werksteinen. Sie findet für plattig gespaltene und gesägte Gneise aus dem südlichen Alpenraum ihre sachgerechte Verwendung. Das bekannteste Beispiel ist der Serizzo Antigorio aus dem Valle Antigorio.

## Begriff

### Allgemein
Der Begriff Serizzo ist keine petrographische Bezeichnung. Er entstammt der alten umgangssprachlichen Praxis handwerklicher Steinverarbeiter in der Region Piemont. Mit dem Wort Serizzo werden in dessen ursprünglichen Gebrauchsform durch die Steinverarbeiter nördlich von Crevoladossola auftretende Orthogneise bezeichnet. Auf älteren Quellen basierende Angaben bezeichnen die unter dem Hauptnamen Serizzo gewonnenen Natursteine als Paragneise.
In Italien ist die Verwendung des Namenszusatzes Serizzo und korrespondierend Beola für gespaltene oder gesägte Gneise üblich und entsprechend weit verbreitet. Im italienisch beeinflussten Natursteinsektor wird der Begriff Serizzo auch als Zusatz bei Handelsnamen von Werksteinen verwendet, die den Gneisen aus dem Valle Antigorio und Valle Formazza in Hinsicht auf ihre Spalt- und/oder optischen Eigenschaften ähnlich sind und nicht zwangsläufig aus Italien stammen müssen. In diesem Sinne kann Serizzo als Namensbestandteil in sehr variablen Zusammenhängen auftreten, wie etwa bei dem Gneis Onsernone (Gneis „serizzo“, Sarizzo Onsernone) oder dem Gneis Verzasca (Serizzo Verzasca.)  Im Tessin ist der Begriff Serizzo jedoch nur marginal verbreitet.

### Serizzo, Beola, Bevola und weitere Alternativbezeichnungen
Traditionell verwurzelt und parallel zur Bezeichnung Serizzo ist der italienische Namenszusatz Beola für gewinnbare Gneise bzw. im Tessin Bevola bzw. Bevole gebräuchlich. Als solche werden Werksteine bezeichnet, die im petrografischen Sinne je nach Gewinnungsort Ortho- oder Paragneise sind. Die Unterscheidungsmerkmale der traditionell geprägten Begriffe Serizzo und Beola liegen in Hinsicht auf ihre Geschichte nicht in geowissenschaftlichen Kriterien, sondern in der Praxiserfahrung der über mehrere Jahrhunderte anhaltenden Gewinnung dieser Gesteine. Als Beola oder Bevola gelten demnach solche Gneise, die durch ihre natürlichen Lagerstättenstrukturen und mittels einfacher Verfahrensweise in dünnplattigen Stücken gewonnen werden können. Im Val d'Ossola bei Beura-Cardezza als Beola Bianca oder im Tessin beispielsweise als Bevole di Valle Maggia. Im Gegensatz zu Serizzo kennzeichnet demzufolge der Sammelbegriff Beola bzw. Bevola in der Fachsprache der Verarbeiter eine Gruppe leicht spaltbarer „Plattengneise“.
Serizzo bzw. Sarizzo bezeichnet dagegen einen Gneis, der in weitständiger Klüftung auftritt und ursprünglich nur durch erhöhten handwerklichen und später maschinellen Aufwand in verarbeitungsfähige Rohblöcke oder Platten überführt werden kann. In diesem Zusammenhang kann seine überlieferte historische Bezeichnung Pietre Risse als Indiz dafür verstanden werden. Ähnlich verhält es sich bei den gewinnbaren Gneisen aus dem Valle Leventina, die Quervain mit „Übergänge von starker Schieferung bis zu recht massiger Ausbildung“ beschreibt.

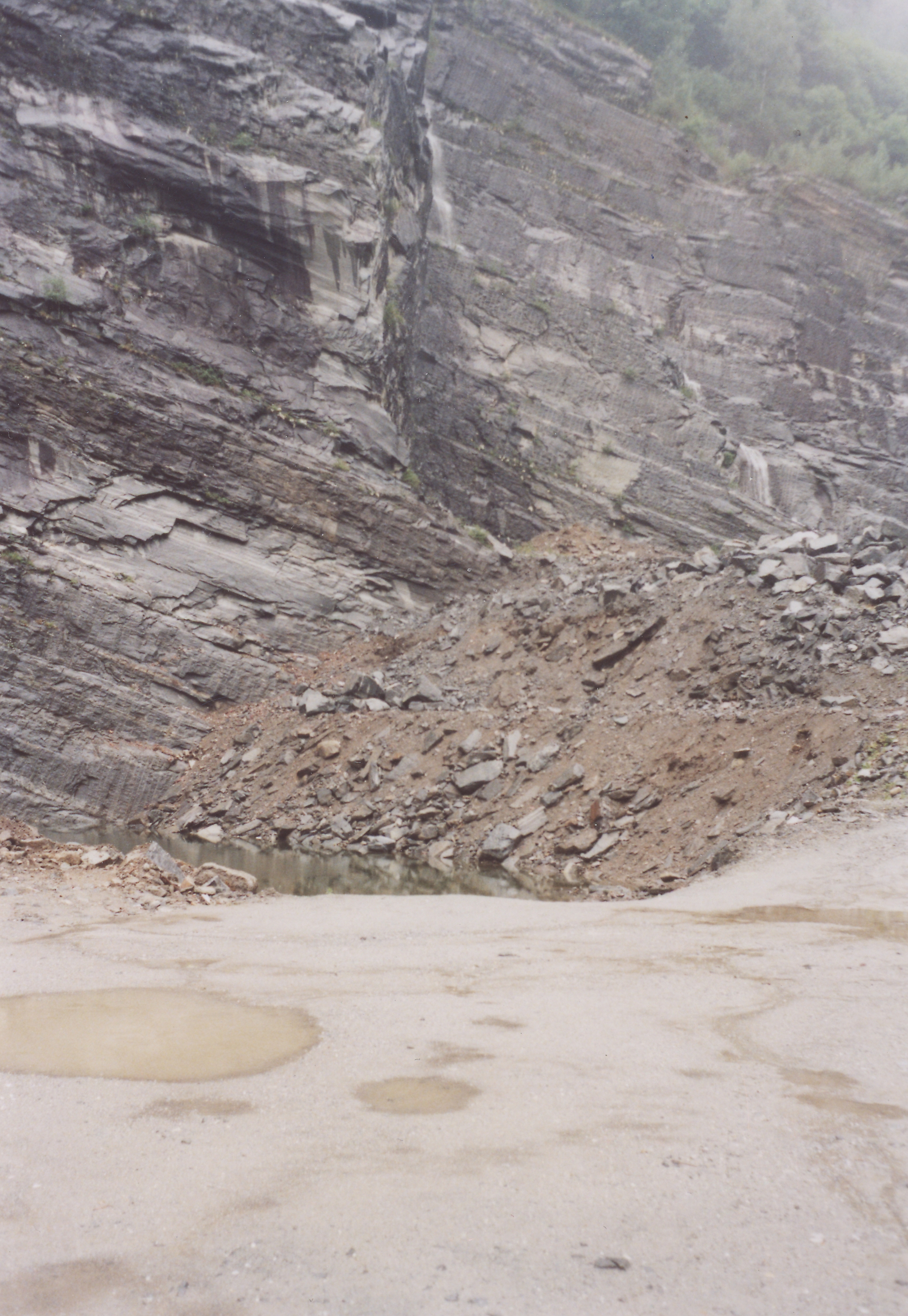
Gneissteinbruch im Maggiatal mit engständigen Kluftflächen und dadurch deutliche plattige Ausprägung des Gesteins (Bevole di Valle Maggia)

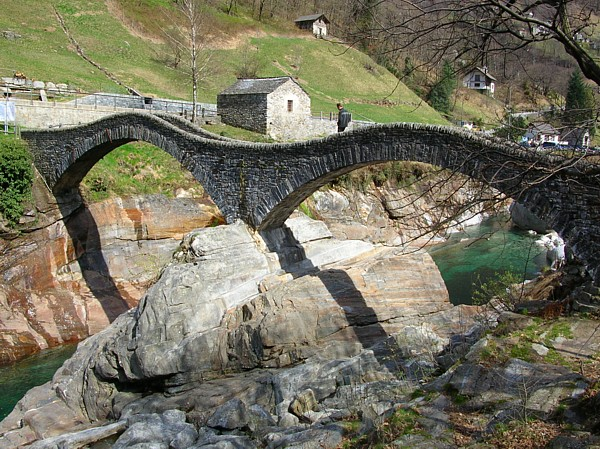
Gneis und alte Architektur im Valle Verzasca (Ponte dei Salti)

Ferner sind im Tessin noch die Begriffe Spaltgranit und Tessinergneise gängig. In handwerklich-technischen Zusammenhängen weisen solche Gesteine mit den Serizzo- oder Beolasorten augenscheinliche Gemeinsamkeiten auf. Spaltgranit, im petrografischen Sinne unkorrekt da kein Granit, wurde im Natursteinsektor auch für Serizzosorten aus italienischen Abbauregionen verwendet. Demzufolge finden sich für Gneise in dieser Region, wie auch im Tessin, Handelsnamen mit der Hauptbezeichnung Granito.

## Entstehung und Lage
Serizzo und Beola erhielten ihr charakteristisches Merkmal, die Spaltbarkeit in Folge der Alpinen Gebirgsbildung. Die damit verbundene starke Deformation führte in den Ausgangsgesteinen (meist granitoide Gesteine) zu einer Schieferung die mit einer Einregelung von Mineralen verbunden ist, entlang welcher die Gesteine einfach gespalten werden können. Primäres Merkmal sind dafür die charakteristischen Glimmerlagen im Gestein.
Die italienischen Vorkommen und Abbaustellen befinden sich im System der Westalpen, genauer im Bereich des Penninikums, in dessen mittleren und unteren Deckenkomplexen. Die Orthogneise der Serizzosorten entstammen der Antigorio-Decke. Die Beola-Steinbrüche befinden sich in den Orthogneisen der Monte-Leone-Decke, der Orselina-Moncucco-Isorno-Zone sowie der Camughera-Zone des mittleren penninischen Deckenkomplexes mit der Centovalli-Störung, der Monte-Rosa-Decke und der Sesia-Lanzo-Zone des Austroalpinums nördlich der Canavese-Linie.

## Mineralische Zusammensetzung
Serizzos bestehen aus Quarz, schwarzen Biotit und weißen Feldspat. Neben diesen Mineralen kommt auch hin und wieder Muskovit, der helle Glimmer, als einzeln glitzernder Bestandteil vor. Da sich Biotit, der dunkle Glimmer, in planaren Paralleltexturen des Gesteins verteilt hat, lassen sich diese Naturwerksteine gut ebenflächig spalten. Wird der Serizzo gegen das Lager gesägt, entsteht meist eine „augengneisartige“ Struktur, weil sich um die Quarz- und Feldspateinlagerungen der schwarze Biotit in radialen Kristallansammlungen angelagert hat.

## Vorkommen
Die im internationalen Handel als „Serizzo“ bezeichnete Gneise werden im Raum um Crevoladossola, um Crodo und um Formazza, ferner bei Sondrio sowie im Kanton Tessin gewonnen. Für diese Regionen haben der Abbau und die Weiterverarbeitung eine große ökonomische Bedeutung.
Die Tradition des Steinabbaus hat das Erscheinungsbild der regionalen Architektur in den Tälern der Provinz Verbano-Cusio-Ossola stark geprägt. Typische Zeugnisse dafür sind Mauerwerk, Dachdeckungen und Brunnen. Seit mehreren Jahrhunderten werden die Gesteine in andere norditalienische Regionen geliefert und seit dem 20. Jahrhundert umfangreich exportiert. Wichtige Abbauregionen sind:
- Valle Antigorio (Serizzo Antigorio) bei Crodo
- Valle Anzasca (Serizzo Monterosa) bei Ceppo Morelli
- Val Formazza (Serizzo Formazza)
- Val Masino (Serizzo Scuro Valmasino)
- Val Divedro (Serizzo Sempione) bei Trasquera und Varzo

Beole (Auswahl)
- Val d'Ossola (Beola Bianca) zwischen Beura und Crevoladossola und bei Vogogna
- Val di Antrona (Beola Ghiandonata) bei Antronapiana
- Val d'Ossola (Beola Grigia) zwischen Beura und Crevoladossola
- Val d'Ossola (Beola Bianca Vogogna) bei Vogogna
- Val d'Ossola (Beola Favalle) bei Crevoladossola
- Val d'Ossola (Beola Argentata) zwischen Montecrestese und Crevoladossola
- Val d'Ossola (Beola Isorno) zwischen Montecrestese und Crevoladossola

Ähnliche Natursteinsorten der Schweiz
- Val Bavona (Bavonagneis)
- Valle di Blenio (Leggiuna)
- Val Bregaglia (Soglio)
- Val Calanca (Calanca)
- Valle Leventina (Leventinagneise) bei Cresciano
- Valle Maggia (Maggia-Gneis)
- Valle Onsernone (Onsernone)
- Valle di Vergeletto (Onsernone)
- Valle Verzasca (Verzasca-Gneis) zwischen Lavertezzo und Gerra

Sehr alt sind die Steingewinnungsarbeiten im Verzasca-Tal, bei denen über lange Zeit herumliegende Sturzblöcke aufgearbeitet wurden.

## Technische Eigenschaften und Verwendung
Serizzos sind frostbeständig und verschleißfest. Sie können poliert und beflammt werden. Ihre Verwendung ist im Bauwesen und der Innenausstattung vielfältig; sie werden in Deutschland sowohl im Innenbereich und im Außenbereich benutzt, z. B. als Treppen- und Bodenbeläge, Fassaden, Waschtische und Küchenarbeitsplatten. Im italienisch-schweizerischen Grenzgebiet wird dieses Gestein beispielsweise auch als Bord- und Baustein verwendet.

Die strukturell attraktiven Sorten finden in der Region und im Export ihren Absatz. Durch ihre visuellen Merkmale, besondere ihre Farbe und Textur, gehören sie zu den außergewöhnlichsten Naturwerksteinen Europas. Deshalb nutzt man sie beispielsweise für besondere Fassaden- und Interieurgestaltungen, Designobjekte oder Brunnenanlagen.